# Alfonso de Brienne
Alfonso de Brienne, llamado de Acre (nacido hacia 1227 y fallecido el 25 de agosto de 1270 en Túnez), fue un noble francés del Antiguo Régimen, Gran chambelán de Francia, conde de Eu y vizconde de Cyrel.

## Biografía
Nacido hacia 1227 de Juan de Brienne, rey de Jerusalén, y de Berenguela de León. Alfonso de Brienne se casó hacia 1250 con María de Lusignan, hija de Raúl II de Lusignan, señor de Issoudun, con quien tendría los siguientes hijos:
- Juan II de Brienne (v. 1250-12 juin 1294), conde de Eu; [3]
- Isabel de Brienne (v. 1254-1302/07), esposa de  épouse de Juan II de Dampierre, señor de Dampierre;
- Margarita de Brienne (v. 1257-20 mai 1310), vizcondesa de Thouars;
- Blanca de Brienne (av. 1260-av. 15 de julio de 1309), abadesa de Maubuisson, donde fue enterrada en el coro de la iglesia. où elle fut inhumée dans le petit chœur d'hiver de l'église abbatiale.

En 1265, fue en ayuda de su primo Alfonso X, rey de Castilla, en su lucha contra en revuelta mudéjar. Ahí mostró mucha valentía y defendió con un éxito los territorios cristianos, lo que valió un mensaje de felicitación del papa Clemente IV.
Acompañó luego a Luis IX de Francia durante la Octava Cruzada, habiendo contraído, al igual que el rey, la disentería (o la fiebre tifoidea), y murió el 25 de agosto de 1270.
Su cuerpo fue llevado a Francia, donde fue enterrado en la basílica de Saint-Denis.